# Renga (Rødøy)
Renga est une île de la commune de Rødøy , en mer de Norvège dans le comté de Nordland en Norvège.

## Description
L'île de 5,6 km2 est située au large de la côte de Helgeland dans un grand groupe d'îles. L'île de Gjerdøya se trouve à l'est, Rangsundøya à l'ouest du fjord Værangfjorden.

### Histoire
Pendant la Seconde Guerre mondiale, l'agent du Secret Intelligence Service Ole Hoff Snefjellå avait une station de radio qui rendait compte du trafic maritime allemand vers la Grande-Bretagne.